# جيمس كلارك (مجدف)
جيمس كلارك (بالإنجليزية: James Clarke)‏ هو مجدف بريطاني، ولد في 31 ديسمبر 1984 في لندن في المملكة المتحدة.

## وصلات خارجية
- جيمس كلارك على موقع الاتحاد الدولي للتجديف (الإنجليزية)
- جيمس كلارك على موقع اللجنة الأولمبية الدولية (الإنجليزية)
- جيمس كلارك على موقع أوليمبيديا (الإنجليزية)
- جيمس كلارك على موقع اللجنة الأولمبية البريطانية (الإنجليزية)